# Chaunoproctellus rugosus
Chaunoproctellus rugosus är en kvalsterart som beskrevs av Sandór Mahunka 1992. Chaunoproctellus rugosus ingår i släktet Chaunoproctellus och familjen Caloppiidae. Inga underarter finns listade i Catalogue of Life.